# Классовые отношения (фильм)
«Классовые отношения» — (нем. Klassenverhältnisse) — черно-белый художественный фильм французских режиссёров Жана-Мари Штрауба и Даниэль Юйе, выпущенный в 1984 году. Картина является экранизацией неоконченного романа Франца Кафки «Америка».

## Сюжет
Фильм довольно четко следуя тексту романа, рассказывает о приключениях юного Карла Россмана, эмигрировавшего из Европы в Америку по воле родителей. Он знакомится с кочегаром, который недоволен условиями работы на корабле. Карл с кочегаром идут к капитану судна, где он встречает сенатора, и, он оказывается его дядей, о котором Карл почти ничего не знал. Дядя оставляет жить Карла у себя. Однако, когда он делает одолжение другу сенатора, согласившись поехать в его загородный дом, дядя отказывается от него. Карл вынужден перемещаться по Америке в компании Деламарша и Робинсона, которых он встретил в гостинице, где остановился для поисков работы. В отеле он устраивается лифтером и пользуется покровительством кухарки. Но после того, как он спрятал пьяного Робинсона в общей комнате работников отеля, Карл со скандалом теряет работу. Его обвиняют в алкоголизме и воровстве. Пройдя череду дальнейших неудач, он устраивается в театр Оклахомы, где выполняет простую техническую работу.

## В ролях
- Кристиан Хайниш — Карл Росман
- Надзарено Бьянкони — Джакомо
- Марио Адорф — дядя
- Лаура Бетти — Брунельда
- Харун Фароки — Деламарш
- Манфред Бланк — Робинсон
- Райнальд Шнель —кочегар
- Анна Шнель — Лина
- Клаус Траубе — капитан
- Герман Хартман — старший кассир
- Жерар Семан — Шубаль
- Жан-Франсуа Кинк — стюард
- Вилли Фёбель — господин Поллундер
- Тильман Хайниш — господин Грин
- Анна Больд — Клара
- Буркхардт Штёльк — Мак
- Алоис Помпецки — слуга
- Вилли Девельк — шофер Поллундера
- Липгарт Шварц — Тереза
- Катрин Больд — кухарка
- Альфред Эдель — управляющий
- Анди Энгель — старший управляющий
- Альф Больд — официант
- Сальваторе Саммартино — лифтер
- Клаус Феддерман — полицейский
- Хеннинг Феддерман — полицейский
- Франц Хиллерс — таксист
- Лидия Бозык — хозяйка
- Георг Бринтруп —студент

## Производство
- Поскольку Франц Кафка никогда не посещал Соединенные Штаты, фильм намеренно был снят в Европе. Основная часть съемок проходила в Германии. В фильме показаны архитектура и костюмы, которые не свойственны Соединенным Штатам. Только несколько кадров были сняты в Соединенных Штатах — Статуя Свободы и река Миссури.
- Хотя Штрауб и Юйе французы, фильм был полностью снят на немецком, оригинальном языке романа.
- Фильм снят на 35-мм киноплёнку «Kodak» французским оператором Вильямом Любчанским. В фильме используется только тот звук, который был записан одновременно с изображением.
- Немецкий режиссёр Харун Фароки, сыгравший роль Деламарша, снял документальный фильм о производстве картины «Работа над „Классовыми отношениями“».

## Награды
Фильм был включен в программу 34-го Берлинского международного кинофестиваля и получил почётное упоминание.